# Weltwirtschaftsgipfel
Weltwirtschaftsgipfel finden seit 1975 jährlich statt. Ins Leben gerufen wurden sie von Valéry Giscard d’Estaing und Helmut Schmidt.
Teilnehmer des ersten Treffens vom 15. bis 17. November 1975 auf Schloss Rambouillet waren die Staats- und Regierungschefs aus der Bundesrepublik Deutschland, Frankreich, Italien, Japan, dem Vereinigten Königreich und den USA.
Im Vorfeld wurden keine festen Ziele vereinbart. Gemäß der Vorstellungen der Teilnehmer können folgende Ziele abgeleitet werden: eingehender und produktiver Gedankenaustausch über die Weltwirtschaftslage, die gemeinsamen Wirtschaftsprobleme sowie deren menschliche, soziale und politische Auswirkungen und über Pläne zu ihrer Lösung.
Seit der Aufnahme von Kanada im Jahre 1976 wurden die Gipfel auch G7, bzw. nach Aufnahme Russlands 1998 G8-Gipfel genannt. Russland ist jedoch von den Finanz- und Währungsberatungen noch ausgeschlossen.
Themen des ersten Weltwirtschaftsgipfels waren die drückenden ökonomischen Probleme der 1970er Jahre, wie der
- Zusammenbruch des Wechselkurssystems von Bretton Woods und
- die Auswirkungen der ersten großen Ölkrise.

Zu den anfänglich wirtschaftspolitischen Fragen gesellten sich bald außenpolitische Fragen. Die Hauptthemen heute sind die weltweite Wirtschafts-, Entwicklungs- und Währungspolitik. Außerdem werden u. a. folgende weltpolitische Fragen erörtert: Terrorismus, Drogen- und Waffenhandel, organisierte Kriminalität, Energiepolitik, bewaffnete Konflikte, Umweltschutz, Arbeitslosigkeit, Schuldenkrise.
Am 25. März 2014 schlossen die anderen Mitglieder Russland aufgrund der Annexion der Krim 2014 aus und kehrten zum Format der G7 zurück.